# Megacyclops magnus
Megacyclops magnus är en kräftdjursart som först beskrevs av Marsh 1920.  Megacyclops magnus ingår i släktet Megacyclops och familjen Cyclopidae. Inga underarter finns listade i Catalogue of Life.